# Гелена Даргес-Зоннеманн
Гелена Даргес-Зоннеманн (нім. Helene Darges-Sonnemann; 1911, Гамбург — 1998, Целле) — німецький педіатр, доктор медичних наук. Одна з небагатьох жінок, нагороджених Хрестом Воєнних заслуг 2-го класу з мечами.

## Біографія
Спочатку працювала в дитячій лікарні Гамбурга, в 1942/43 роках — головний лікар міської лікарні Целле, працювала в лікарні Целле до виходу на пенсію в 1976 році.
Зоннеманн була активним учасником нацистської програми евтаназії, вбила 56 хворих дітей. В 1949 році відбулось розслідування діяльності Зоннеман, яке так і не дійшло до суду, хоча сама Зоннеманн зізналась у вбивстві 7 дітей. Вона все життя залишилась активним прихильником евтаназії і не розкаялась у своїх вчинках.

## Сім'я
В 1950 році вийшла заміж за оберштурмбаннфюрера СС Фріца Даргеса, колишнього ад'ютанта Мартіна Бормана і Адольфа Гітлера.

## Нагороди
- Хрест Воєнних заслуг 2-го класу з мечами (липень 1943) — за порятунок 300 дітей, які постраждали під час бомбардувань Гамбурга.